# Серовский исторический музей
Серо́вский истори́ческий музе́й — историко-краеведческий музей, крупнейший музей города Серова. Открыт 1 мая 1920 года.
В фондах музея находятся фотографии и предметы быта населения города разных эпох. Часто проводятся выставки местных и заезжих художников и других деятелей искусств.

## Цифры
- Площадь экспозиции — 315 м²
- Количество музейных экспонатов — около 32 000

## Адрес
624440, Свердловская область, г. Серов, ул. Ленина, 136.